# Dipartimento di Cerro Largo
Il dipartimento di Cerro Largo è uno dei 19 dipartimenti dell'Uruguay. 	

## Centri principali
Dati aggiornati al 2011.
| Città          | Popolazione |
| -------------- | ----------- |
| Melo           | 51,830      |
| Río Branco     | 14,604      |
| Fraile Muerto  | 3,168       |
| Isidoro Noblía | 2,331       |
| Aceguá         | 1,511       |
| Tupambaé       | 1,122       |